# Col de Trévézel
Le col de Trévézel est un col de montagne situé dans le Massif armoricain en France. À une altitude de 344 mètres, il se trouve dans le département du Finistère.

## Tour de France
Lors de la 6e étape du Tour de France 2018, le col est franchi par les coureurs et classé en 4e catégorie.